# Локалита Сан Лоренцо (Фрозиноне)
Локалита Сан Лоренцо је насеље у Италији у округу Фрозиноне, региону Лацио.
Према процени из 2011. у насељу је живело 61 становника. Насеље се налази на надморској висини од 221 м.